# 422 (szám)
A 422 (római számmal: CDXXII) egy természetes szám, félprím, a 2 és a 211 szorzata.

## A szám a matematikában
A tízes számrendszerbeli 422-es a kettes számrendszerben 110100110, a nyolcas számrendszerben 646, a tizenhatos számrendszerben 1A6 alakban írható fel.
A 422 páros szám, összetett szám, azon belül félprím, kanonikus alakban a 21 · 2111 szorzattal, normálalakban a 4,22 · 102 szorzattal írható fel. Négy osztója van a természetes számok halmazán, ezek növekvő sorrendben: 1, 2, 211 és 422.
A 422 négyzete 178 084, köbe 75 151 448, négyzetgyöke 20,54264, köbgyöke 7,50074, reciproka 0,0023697. A 422 egység sugarú kör kerülete 2651,5042 egység, területe 559 467,38612 területegység; a 422 egység sugarú gömb térfogata 314 793 649,3 térfogategység.